# Mississippi HardHats
I Mississippi HardHats sono stati una franchigia di pallacanestro della WBA, con sede ad Hattiesburg, nel Mississippi, attivi dal 2004 al 2008.
Nacquero nel 2004 a Jackson come Jackson Rage. Arrivarono primi nella regular season con un record di 16-4. Nei play-off persero la finale con i Southern Crescent Lightning.
Nel 2005 si spostarono a Hattiesburg, perdendo nuovamente la finale, questa volta con i Rome Gladiators.
Nel 2007 si spostarono ad Atlanta, diventando gli Atlanta HardHats.
Nel 2008 tornarono a Hattiesburg, per poi scomparire alla fine della stagione.

## Stagioni
| Stagione | Lega | Denominazione        | V  | P  | %    | Piazzamento | Play-off         |
| -------- | ---- | -------------------- | -- | -- | ---- | ----------- | ---------------- |
| 2004     | WBA  | Jackson Rage         | 16 | 4  | 80,0 | 1º          | Finale           |
| 2005     | WBA  | Mississippi HardHats | 18 | 6  | 75,0 | 1º          | Finale           |
| 2006     | WBA  | Mississippi HardHats | 11 | 10 | 52,4 | 3º          | Quarti di finale |
| 2007     | WBA  | Atlanta HardHats     | 5  | 5  | 50,0 | 2º          | -                |
| 2008     | WBA  | Mississippi HardHats | 2  | 7  | 22,2 | 6º          | -                |